# Beatrice Gleicher
Beatrice Gleicher geb. Pavlik (* 18. April 1957 in Dillenburg) ist eine deutsche Theaterschauspielerin, Sängerin, Autorin und Produzentin.

## Leben
Beatrice Gleicher ist die Tochter des aus Karlsbad stammenden Walter Pavlik und Elisabeth Witter aus München. Ihr Vater war Ingenieur und später Direktor bei Olivetti in Wien. Sie wuchs in Deutschland auf, bis die Familie 1965 nach Wien übersiedelte, wo sie die Schule besuchte und das Realgymnasium abschloss. Sie erhielt Klavierunterricht und zudem Ballettunterricht bei Grete Führer. Von 1965 bis 1968 war sie Ballettelevin an der Volksoper Wien, wo sie kleine Rollen übernahm, sowie 1967 am Volkstheater eine kleine Sprechrolle in Zu ebener Erde und im ersten Stock von Johann Nestroy. Im Alter von 15 Jahren erhielt sie privaten Gesangsunterricht. Etwas später absolvierte sie am Konservatorium der Stadt Wien in Folge ein Studium in Gesang und Klavier, eine Ballettausbildung sowie die Ausbildung zur Ballettpädagogin mit Diplom (1977) und die Ausbildung zur Musicaldarstellerin bei Robert Werner mit dem Abschluss der Bühnenreifeprüfung (1979).
Es folgten zahlreiche Bühnenengagements und Tourneen unter dem Namen Beatrice Pavlik. Unter anderem wirkte sie 1982 bei der Aufführung des Musiktheaterstückes Mass von Leonard Bernstein an der Wiener Staatsoper mit  und trat am Raimundtheater u. a. in Wo die Lerche singt von Franz Lehár auf. Tourneen mit Operetten und Wiener Liedern führten zwischen 1984 und 1987 nach Japan, Korea, Thailand und Indonesien. 1987 gründete sie das „Art Nouveau Ensemble de Vienne“, mit dem sie u. a. in Sizilien (1988) München (1989) und im neu eröffneten Palmenhaus im Schönbrunner Schlosspark (1990) gastierte. Weitere Engagements hatte sie u. a. an der Kammeroper Schönbrunn, am Stadttheater Baden, Stadttheater St. Pölten, in Zürich (Cats 1992). Sie sang u. a. Adele in Die Fledermaus und Arsena im Zigeunerbaron sowie in Wiener Blut von Johann Strauß, Boccaccio von Franz von Suppè, und in Clivia von Nico Dostal.
Neben ihren Bühnenengagements arbeitete Beatrice Gleicher als Synchronsprecherin. Unter anderem lieh sie Lilo von Thomas Brezinas Knickerbockerbande ihre Stimme.
1992 heiratete sie den Kinderarzt Michael Gleicher und nahm dessen Namen an. Als Mutter von fünf Kindern beendete sie vorerst ihre Bühnentätigkeit und ließ sich 1995 zur Osteopathin ausbilden. 1997 eröffnete sie mit ihrem Mann eine Gemeinschaftspraxis.
2012 kehrte sie mit eigenen Theaterstücken auf die Bühne zurück und absolvierte Musikprogramme am Theater Die Tribüne in Wien (2012–2014) und im Theater im Schaufenster Wien, darunter Musical- und Jazzprogramme. 2015 spielte sie in der musikalischen Komödie „Wer hat den Evergreen“ erfunden, wozu sie den Text schrieb. Ihr musikalisches Programm „Dein ist mein ganzes Herz“ präsentierte sie am Theater die Tribüne Wien, in Lörrach und an der Freien Bühne Wieden in Wien (2014–2015). Ebenfalls 2015 gründete sie den Theaterverein Kunstspielerei, der im Jahr 2016 seine erste Produktion Berta Zuckerkandl: Willkommen in meinem Salon, ein Theaterstück produziert und geschrieben von Gleicher, inszenierte. 2018 wurde das Theaterstück Heidelbeerpirogen in der Klimt-Villa in Wien uraufgeführt. Im Jahr 2019 wirkte Gleicher bei Konversationen im Herrenhof mit, die Uraufführung des Theaterstücks Ankunft Heute Hedy Lamarr mit Text und Konzeption von Gleicher wurde im Palais Schönburg uraufgeführt.
Gleicher schrieb 2007 ihr erstes Buch Zloczów, was nun? unter dem Pseudonym „Else Reif“, das 2018 in einer überarbeiteten Fassung mit neuem Titel „Im Schatten der Kornblume“ erschien sowie weitere Bücher und Theaterstücke.

## Veröffentlichungen

### Bücher
- Zloczów, was nun?, Books on Demand, 2007, ISBN 978-3-8334-9615-8
- Im Schatten der Kornblume, Morawa Lesezirkel, 2. Auflage, 2018, ISBN 978-3-99084-168-6
- Mami, wo ist Uquaqua?, Eigenverlag, 2009, ISBN 978-3-200-01673-6
- Septemberwind, 2012

### Theaterstücke
- Das Leben eine Bühne? Die Bühne ein Leben, Uraufführung 2012[13]
- Michaels Live-Life-Event, Uraufführung 2013
- Dein ist mein ganzes Herz, Uraufführung 2015
- Berta Zuckerkandl – Willkommen in meinem Salon, Uraufführung 2016
- Heidelbeer Pirogen, Uraufführung 2018
- Ankunft Heute Hedy Lamarr, Uraufführung 2019
- Geliebtes Louiserl, dein Otto Wagner, 2022